# Latinská rčení, F
V tomto článku jsou uvedena některá známá latinská rčení, začínající písmenem F.
Latina měla na evropskou kulturu hluboký a dlouho trvající vliv. Od římské antiky přes křesťanství a humanismus až do 18. století byla její znalost u vzdělaných lidí samozřejmostí. V některých oborech se s latinskými názvy stále pracuje, užívají se různé obraty a ve starší literatuře se najde množství latinských citátů. Protože latinských obratů, rčení a přísloví je mnoho, je seznam vybraných seřazen podle abecedy a rozdělen podle počátečních písmen do samostatných článků.
A
B
C
D
E
F
G
H
I
L
M
N
O
P
Q
R
S
T
U
V

### Fa
- Fabula docet - „bajka poučuje“
- Fabula quanta fui – „jakou jsem se to stal povídkou“
- Fabulæ! – „Báchorky!“ (Terentius)
- Fac simile – „udělej podobné“, odtud také Faksimile a Fax
- Fac totum – „dělej všechno, děvečka pro všechno“
- Facit – „výsledek“, shrnutí
- Factum illud; fieri infectum non potest – „Stalo se a nemůže se odestát“ (Theognis, Plautus)
- Facie prima – „na první pohled“, co je okamžitě zřejmé
- Facies Hippocratica – „Hippokratovská tvář“ umírajícího člověka
- Falsa demonstratio non nocet – „chybné označení nevadí“; pokud je např. předmět smlouvy špatně označen, není to na překážku, pokud tím obě strany míní totéž
- Fama crescit eundo – „pověst (fáma) roste, jak se šíří“
- Fama fert … – „běží fáma, že...“
- Fama nihil est celerius – „nic není rychlejší než fáma“
- Fama post cineres maior venit – „pověst se po smrti (popelu) zvětšuje“
- Fas est et ab hoste doceri – „sluší se poučit i od nepřítele“ (Ovidius)
- Favete linguis! – „dbejte na jazyk!“, při bohoslužbách znamenalo „mlčte“

### Fe
- Felix Austria – „šťastné Rakousko“, viz „Bella gerunt alii...“
- Felix culpa – „šťastná vina“, v křesťanské liturgii vyjadřuje, že člověk, který činí pokání, je na tom lépe než kdyby viny neměl
- Felix et faustum sit lumen – „blahořečím a chválím tě, světlo“
- Felix qui potuit rerum cognoscere causas – „Šťasten, kdo by dokázal poznat příčiny všech věcí“ (Vergilius, Georgica II.)
- Felo de se – „zločinec na sobě samém“ (sebevrah)
- Feras, non culpes, quod mutare non potes. – „Snášej a nestěžuj si na to, co nemůžeš změnit“ (Publilius)
- Fero relatum. – „Říkám, co jsem slyšel“ a neručím za to. Srv. relata referro.
- Ferro ignique – „ohněm a mečem“
- Ferrum natare doces. – „Učíš železo plavat“
- Ferrum tuum in igne est. – „Tvoje železo je v ohni“
- Festina lente – „Pospíchej pomalu“; podle Suetona oblíbené rčení císaře Augusta
- Festinare opus est.- „Je třeba pospíchat“

### Fi
- Fiat iustitia, et pereat mundus – ironicky „Děj se spravedlnost, i kdyby svět měl na to zahynout“ (císař Ferdinand I.)
- Fiat iustitia ruat cælum. – „Staň se spravedlnost a nebesa ať se zřítí“
- Fiat lux (et facta est lux) – „Buď světlo (a bylo světlo)“, začátek stvoření světa (Bible, Gn 1,3)
- Fiat panis – „Budiž chléb“ (heslo Organizace OSN pro výživu a zemědělství (FAO).)
- Fiat voluntas tua. – „Buď tvá vůle“, verš z modlitby Otčenáš
- Fidei Defensor (Fid Def oder fd) – „Obránce víry“, titul, který dostal Jindřich VIII. od papeže roku 1521 a dodnes jej angličtí králové užívají
- Fides Græca (Punica) – „Řecká (punská) věrnost“, tj. nespolehlivost
- Fides obligat fidem. – „Důvěra budí důvěru“
- Fidus Achates – „věrný Achatés“, přítel a zbrojnoš Aeneův
- Filia sub tilia nectit subtilia fila. – „Dcera pod lípou svazuje tenké nitky“, latinský jazykolam
- Filioque – „(Duch Svatý vychází) i ze Syna“, sporné dogmatické tvrzení, kvůli němuž se západní a východní církev rozešly
- Filius mantellatus – „Oblečený syn“, legitimovaný dodatečným manželstvím
- Finem vitæ specta. – „Hleď na konec života“ (Solón)
- Finis cantici – „konec písně“
- Finis coronat opus. – „Konec korunuje dílo“ (Ovidius, Heroides 2,85)
- Finis Poloniæ – „Konec Polska“, připisováno zraněnému Kosciuszkovi (1794)
- Fiscus non erubescit. – „Fiskus (berní úřad) se nestydí“, i když se zdaňuje třeba prostituce (Cicero)

### Fl
- Flagellum dei – „boží důtky“, bič boží (o Attilovi)
- Flagror, non consumor. – „Pálí mne, ale neshořím“ (heslo francouzských Hugenotů)
- Flectere si nequeo superos, Acheronta movebo. – „Když se mi nepodaří obměkčit nebeské bohy, pohnu podsvětím“ (Vergilius, Aeneis)
- Flectus non fractus – „Ohnut, ne zlomen“, náhrobní nápis
- Flet victus, victor interiit. – „Poražený pláče a vítěz hyne“
- Floruit – „kvetl“, o osobách s neznámým datem narození a smrti údaj, kdy nejvíc působily
- Fluctuat nec mergitur – „kymácí se, ale nepotopí“, heslo města Paříže
- Fluctus excitare in simpulo – „vyvolat vlnobití v hrnci“, srv. naše „bouře ve sklenici vody“

### Fo
- Fœnum habet in cornu, longe fuge – „(Býk) má seno na rozích, utíkej!“
- Folio – „na listu“, staré označení, kde list má dvě stránky, recto (r.) a verso (v.). Také velký formát knihy.
- Fons et origo – „Pramen a původ“
- Fontes ipsi sitiunt. – „Samy prameny mají žízeň“ (Cicero, Ad Quintum 3.1.11)
- Formica vobis exemplo sit. – „Vezměte si příklad z mravence“
- Formicæ semitam canere – „Opěvovat mravenčí pěšinky“, popisovat detaily
- Formosa facies muta commendatio est. – „Krásná tvář je němé doporučení“ (Publius Syrus)
- Forsan et hæc olim meminisse iuvabit. – „Možná si i na to jednou rád vzpomenu“
- Fortes fortuna adiuvat. – „Silným (statečným) pomáhá Štěstěna“
- Fortis cadere, cedere non potest. – „Silný může padnout, ne ustoupit“
- Fortis est veritas – „Pravda je silná“. motto města Oxfordu
- Fortiter in re, suaviter in modo – „Se silou ve věci, mírným způsobem“
- Fortuna utaris et prudentia. – „Využij štěstí i prozíravost“
- Fortuna vitrea est, tum cum splendet, frangitur. – „Štěstí je ze skla: když se třpytí, rozbije se“ (Publius Syrus)
- Fortunato omne solum patria est. – „Šťastnému je každá země vlastí“

### Fu
- Fuimus Troes, fuit Ilium  – „Byli jsme Trojané, byla i Troja“ (Vergilius, Aeneis)
- Fulmen est, ubi cum potestate habitat iracundia. – „Blesk je tam, kde s mocí přebývá i hněv“ (Publius Syrus)
- Fulmen in clausula – Blesk na konec“ veřejné řeči
- Fumum vendidi – „Prodával jsem dým.“
- Furor fit læsa sæpius patientia. – „Hněv je často zraněná trpělivost“
- Furor Teutonicus – „Teutonská zuřivost“ (Lucanus)
- Furtum domesticum – „domácí krádež“ čeládky, služebnictva